# 1227 Geranium
1227 Geranium este o planetă minoră (asteroid), cu un diametru de 46,269 km, din centura de asteroizi. A fost descoperită pe 5 octombrie 1931 la Observatorul Königstuhl de Karl Wilhelm Reinmuth și a fost numită după Geranium⁠(d). 
Obiectul prezintă o orbită caracterizată de o semiaxă mare de 3,2197728 UAi, o excentricitate de 0,188897, o înclinație de 16,48782 ° în raport cu ecliptica.